# Hobo (ort)
Hobo är en ort i Colombia.   Den ligger i departementet Huila, i den centrala delen av landet, 270 km sydväst om huvudstaden Bogotá. Hobo ligger 603 meter över havet och antalet invånare är 4 444.
Terrängen runt Hobo är varierad. Runt Hobo är det ganska glesbefolkat, med 43 invånare per kvadratkilometer. Närmaste större samhälle är Campoalegre, 18,0 km nordost om Hobo. Omgivningarna runt Hobo är huvudsakligen savann.